# LGA 1567
LGA 1567 또는 소켓 LS는 서버용 인텔 제온 7500 계열 프로세서 또는 인텔 제온 6500 계열 프로세서용 CPU 소켓이다. LGA는 Land Grid Array의 줄임말이며 1567은 CPU 핀 수를 뜻한다. 이 소켓은 1567개의 돌출된 핀들이 있으며 이 핀들은 프로세서 바닥의 접촉 부위와 접촉된다. 퀵패스 인터커넥트(QPI)를 사용한다.

## 같이 보기
- CPU 소켓
- 제온